# Evelyn Morataya
Evelyn Oddeth Morataya Marroquín (sinh ngày 22 tháng 8 năm 1974) là một chính trị gia, nhà hoạt động người Guatemala, và là cựu Đệ nhất phu nhân Guatemala từ năm 2000 đến 2004. Bà là vợ thứ hai của Tổng thống Guatemala, Alfonso Portillo Cabrera. Bà trở thành Đệ nhất phu nhân khi bà 28 tuổi, là một trong những Đệ nhất phu nhân trẻ nhất trong lịch sử Guatemala.
Morataya đã cùng chồng đến nhiều chuyến thăm cấp nhà nước, nêu bật chuyến thăm mà Portillo và Morataya đã thực hiện với Hoàng đế Nhật Bản năm 2003, và Hội nghị thượng đỉnh người Mỹ gốc Anh lần thứ 11 được tổ chức vào năm 2001.
Sau khi chính phủ của Alfonso Portillo và những cáo buộc tham nhũng chống lại ông, Morataya và Portillo đã ly dị. Sau khi Portillo trở lại vào năm 2015 cho Guatemala sau khi thụ án tại Hoa Kỳ, Morataya tuyên bố rằng bà sẽ tìm cách trở thành ứng cử viên cho chức phó cho Todos, một vài ngày bà đã từ chối ứng cử.